# Đỉnh của nhánh sao khổng lồ đỏ

Các ngôi sao có lõi tương tự Mặt Trời đang thoái hóa trên nhánh khổng lồ đỏ, đồng thời di chuyển dần lên đỉnh của nhánh này trước khi bắt đầu trải qua quá trình phản ứng tổng hợp heli và phát nổ.

Đỉnh của nhánh sao khổng lồ đỏ (TRGB) là một vật chỉ thị khoảng cách (phương pháp đo khoảng cách) thường dùng trong thiên văn học. Theo đó, phương pháp này sử dụng độ sáng của các ngôi sao sáng nhất thuộc nhánh khổng lồ đỏ trong thiên hà như một ngọn nến chuẩn để đo khoảng cách từ Trái Đất đến thiên hà đó. Phương pháp này được sử dụng kết hợp với các quan trắc từ Kính viễn vọng không gian Hubble để xác định chuyển động tương đối của Nhóm địa phương trong Siêu đám Xử Nữ. Ngoài kính viễn vọng này, các kính viễn vọng khác có kích thước 8 mét trên mặt đất cũng có thể đo khoảng cách bằng TRGB trong một khoảng thời gian quan sát hợp lý.